# Dhoom 2
Dhoom 2 (hindi: धूम 2, urdu: ٢ ﺩﻬﻭﻡ, tamilski: தூம் 2) – indyjski thriller z 2006 roku w reżyserii Sanjaya Gadhviego. W rolach głównych wystąpili Hrithik Roshan, Aishwarya Rai i Abhishek Bachchan. 
Sequelem kasowego hitu Dhoom (2004). Film był jednocześnie zrealizowany w Indiach w kilku wersjach językowych: w telugu, tamilskim, w hindi i urdu. Zdjęcia kręcono w Mumbaju, Rio de Janeiro, Durbanie oraz w Namibii.

## Obsada
- Hrithik Roshan – Aryan/Mr. A
- Abhishek Bachchan – oficer policji Jai Dixt
- Aishwarya Rai – Sunehri
- Uday Chopra – inspektor Ali Akbar
- Bipasha Basu – oficer Shonali Bose / Monali Bose
- Rimi Sen – Sweety Dixit

## Muzyka
Film zawiera 6 piosenek skomponowanych przez Pritam Chakraborty:
- Crazy Kiya Re – Sunidhi Chauhan i rap: Ravi Khote
- Touch Me – K.K. i Alisha Chinai
- My Name Is Ali – Sonu Nigam i Bipasha Basu
- Dil Laga Na – Sukhbir, Soham Chakraborty, Jolly Mukherjee, Mahalaxmi Iyer i Suzanne D'Mello i rap: Ravi Khote
- Crazy Remix – Sunidhi Chauhan
- Dhoom Again – Vishal Dadlani i Dominique Cerejo

## Kontrowersje
Film wywołał u niektórych w Indiach oburzenie z powodu pocałunku Hrithik Roshana i Aishwaryi Rai. Za tę scenę zostali oni oskarżeni przed sądem o wulgarność.